# James Langstaff Bowman
Hon. James Langstaff Bowman, PC, KC (* 6. Oktober 1879 in Thornhill, Ontario; † 14. September 1951 in Dauphin, Manitoba) war ein kanadischer Rechtsanwalt, Politiker der Konservativen Partei und Curler, der unter anderem zwischen 1930 und 1935 Mitglied des Unterhauses sowie 1935 Sprecher des Unterhauses war. Er wurde damit der erste Politiker aus Manitoba, der zum Sprecher gewählt wurde. Bowman spielte in der kanadischen Manitoba-Mannschaft bei den III. Olympischen Winterspielen 1932 in Lake Placid im Curling. Die Mannschaft gewann die olympische Goldmedaille. Da Curling damals noch eine Demonstrationssportart war besitzt die Medaille allerdings keinen offiziellen Status.

## Leben

### Rechtsanwalt, Unterhausabgeordneter und Curler
James Langstaff Bowman absolvierte nach dem Schulbesuch ein Studium der Rechtswissenschaften und war nach seiner anwaltlichen Zulassung 1911 als Barrister tätig. Seine politische Laufbahn für die Konservative Partei begann er in der Kommunalpolitik als er zwischen 1917 und 1919 Bürgermeister von Dauphin war, einer Kleinstadt in der Provinz Manitoba. Für seine anwaltlichen Verdienste wurde er 1923 zum Kronanwalt (KC) ernannt. Bei den Unterhauswahlen am 29. Oktober sowie am 14. September 1926 bewarb er sich jeweils für die Konservative Partei für ein Mandat im Unterhaus, verpasste aber jeweils gegen William John Ward von der Liberalen Partei mit 4.883 beziehungsweise 5.502 Wählerstimmen den Einzug in diese Kammer des Parlaments von Kanada. Bei der Unterhauswahl am 28. Juli 1930 wurde er mit 7.083 Stimmen im Wahlkreis Dauphin zum Mitglied des Unterhauses gewählt und gehörte in der 17. Legislaturperiode (1930 bis 1935) zahlreichen Ständigen Ausschüssen und Sonderausschüssen des Unterhauses als Mitglied an.
Bowman spielte in der kanadischen Manitoba-Mannschaft bei den III. Olympischen Winterspielen 1932 in Lake Placid im Curling. Die Mannschaft gewann die olympische Goldmedaille. Da Curling damals noch eine Demonstrationssportart war besitzt die Medaille allerdings keinen offiziellen Status.

### Sprecher des Unterhauses
Als Nachfolger von George Black wurde James Langstaff Bowman am 17. Januar 1935 Sprecher des Unterhauses und damit Präsident dieser Kammer des Parlaments von Kanada. Dieses Amt bekleidete er bis zum 13. Oktober 1935, woraufhin Pierre-François Casgrain am 6. Februar 1936 seine Nachfolge antrat. Er war zugleich Vize-Vorsitzender des Gemeinsamen Ausschusses für die Bibliothek und das Restaurant des Parlaments. Wie damals üblich, erfolgte die Wahl des Sprechers einstimmig. Bowmans Unerfahrenheit war gelegentlich offensichtlich, als er nicht erschien, als dem Repräsentantenhaus ein Gesetz zur Linderung der Depression beraten werden sollte. Dennoch schienen die Mitglieder seine Art und die Gleichmäßigkeit seiner Entscheidungen zu mögen.
Obwohl seine Amtszeit nach weniger als 13 Monaten durch die Parlamentswahlen vom 14. Oktober 1935 verkürzt wurde, leitete er während seiner Amtszeit mehrere bedeutsame Debatten. Die Sozialgesetzgebung war Gegenstand hitziger Diskussionen im Unterhaus, als sich die Weltwirtschaftskrise verschärfte. Um dazu beizutragen, die Massenarbeitslosigkeit und Not zu lindern, hatte das Kabinett bereits Arbeitslosenhilfelager eingerichtet und Wirtschaftsgesetze eingeführt. Zu dieser Zeit wurden die Bank von Kanada und der Kanadische Weizenausschuss gegründet. Doch nach dem Verfassungsgesetz von 1867, dem bis 1982 sogenannten British North America Act of 1867, blieb die Verantwortung für die Sozialgesetzgebung bei den Provinzen, nicht bei der Bundesregierung. Dies löste eine schwierige Debatte über Themen wie Mindestlöhne, Arbeitszeiten, Arbeitslosenversicherung und Arbeitsnormen aus.
Bei der Unterhauswahl am 14. Oktober 1935 wurde Bowman wieder von William John Ward von der Liberale Partei besiegt und verpasste mit 5.628 Stimmen den Wiedereinzug ins Unterhaus. Daraufhin nahm er seine Tätigkeit als Barrister in seiner Anwaltskanzlei in Manitoba wieder auf. Bei der Unterhauswahl am 26. März 1940 verlor er wieder gegen Bowman, wobei dieses Mal 5.900 Wählerstimmen entfielen. Sein Dienst als Sprecher des Unterhauses wurde erst 1950 anerkannt, als er zum Mitglied des Kanadischen Kronrates ernannt wurde.

## Erfolge
- 1. Platz Olympische Winterspiele 1932 (Demonstrationswettbewerb)